# Аустријско-турски рат (1663—1664)
Аустро-турски рат (1663—1664) био је кратак ратни сукоб између Хабзбуршке монархије и Османског царства. Рат је завршен миром у Вашвару.

## Рат
Због размимоилажења Беча и Порте око избора новог трансилванског кнеза, избио је рат. Велики везир Ахмед Ћуприлић са 120.000 војника прешао је 22. јуна 1663. године Драву код Осијека и кренуо против аустријских снага (око 40.000 војника) под фелдмаршалом Рајмундом Монтекуколијем које су се из западне Мађарске повукле у Горњу Мађарску. Турци су надирући за њима освојили Нове Замки, Њитру, Левице и Ноград. Петар Зрински је код Оточца (17. октобра 1663.) разбио босанског беглербега Смаил-пашу Ченгића. Бан Никола VII Зрински је са аустријским трупама почетком 1664. године офанзивном акцијом левом обалом Драве од Новог Зрина освојио Берзенце, Бабочу и Барч и продро до Печуја. Ћуприлић је са 30.000 војника тада кренуо у помоћ опседнутој Канижи и даље у долину Рабе. Монтекуколи је прикупио око 65 000 војника и 1. августа 1664. године разбио Турке код Сентготхарда. Истовремено су аустријске трупе повратиле у Горњој Мађарској Њитру, Левицу и Паркањ. На то је уследио 20-годишњи Вашварски мир, по коме су Турци задржали све што су у Мађарској освојили; ово су осудили хрватски и мађарски сталежи, незадовољни дворском централистичком политиком.